# Kongsvinger IL
Kongsvinger IL is een Noorse voetbalclub uit Kongsvinger, een plaats in de fylke Innlandet. De club werd in 1892 opgericht en onderging meerdere fusies. Hoewel het logo blauw is, draagt men rood-wit in het tenue. 

## Geschiedenis

### Competitie
De club werd opgericht als Kongsvinger og Omegns SF en fusioneerde in 1923 met Kongsvinger IF en nam de naam Kongsvinger IF og Kongsvinger og Omegns SF aan, de huidige naam werd in 1932 aangenomen. In 1940 slokte de club ook AIL Fram Kongsvinger op.
Ondanks dat de financiële mogelijkheden van de club beperkt waren speelde Kongsvinger van 1983 tot en met 1999 zeventien seizoenen in de Noorse hoogste klasse. In 1986 en 1987 werd de club derde en in 1992 tweede waarop Europees voetbal gespeeld mocht worden. Na de degradatie in 1999 ging het financieel nog steeds slecht en na twee seizoenen degradeerde de club verder naar de derde klasse.
Nadat Vegard Skogheim trainer werd, ging het beter met de club en in 2003 werd Kongsvinger ongeslagen kampioen. Bij de terugkeer in tweede klasse wist de club als derde te eindigen en mocht deelnemen aan de eindronde om promotie maar verloor daarin van FK Bodø/Glimt. In 2009 promoveerde de club voor de tweede keer naar de Eliteserien, na play-offwedstrijden waarin het in de finale twee keer van Sarpsborg 08 FF won. Kongsvinger eindigde echter op de voorlaatste plaats in 2010 en daardoor degradeerde het terug naar de 1. divisjon.
In 2013 degradeerde KIL naar de 2. divisjon, want men eindigde als veertiende. De club kon echter wel weer direct terugkeren op het tweede niveau. Ook het jaar 2020 werd dramatisch voor Kongsvinger IL, want naast het coronavirus eindigde het als laatste in de 1. divisjon, waardoor het opnieuw op het derde niveau zou gaan aantreden. Een jaar later keerde het wel weer terug in het profvoetbal.

### Beker
In het seizoen 2016 verraste Kongsvinger voetbalminnend Noorwegen: in de halve finale van de strijd om de Noorse voetbalbeker won de ploeg van trainer-coach Luis Pimenta met 2-1 bij Strømsgodset. Het was de allereerste keer dat de club de finale van de beker bereikte. Tevens was het de eerste ploeg uit de provincie Hedmark dat mag aantreden in een bekerfinale. Kongsvinger is niet de eerste 1. divisjonsclub ooit in een bekerfinale: in 2012 won tweedeklasser Hødd zelfs de beker nadat men in de finale Tromsø versloeg na strafschoppen. In de eindstrijd was Kongsvinger IL echter geen partij voor titelverdediger Rosenborg BK: 4-0.

## Overzichtslijsten

### Eindklasseringen vanaf 1976
| 1 |

| 4 |

| 10 |

| 1 |

| 6 |

| 3 |

| 1 |

| 9 |

| 7 |

| 4 |

| 3 |

| 3 |

| 8 |

| 5 |

| 8 |

| 8 |

| 2 |

| 8 |

| 5 |

| 11 |

| 7 |

| 6 |

| 12 |

| 14 |

| 5 |

| 14 |

| 7 |

| 1 |

| 3 |

| 10 |

| 7 |

| 4 |

| 13 |

| 3 |

| 15 |

| 7 |

| 9 |

| 14 |

| 5 |

| 1 |

| 5 |

| 10 |

| 8 |

| 5 |

| 15 |

| 1 |

| 6 |

| 3 |

| Niveau 1 | Niveau 2 | Niveau 3 |

De Noorse divisjons hebben in de loop der jaren diverse namen gekend, zie:  Eliteserien#Geschiedenis, 1. divisjon#Naamsveranderingen, 2. Divisjon.

### Seizoensresultaten vanaf 2007
| Seizoen | №  | Clubs | Divisie     | Duels | Winst | Gelijk | Verlies | Doelsaldo | Punten | Tsch  |
| ------- | -- | ----- | ----------- | ----- | ----- | ------ | ------- | --------- | ------ | ----- |
| 2007    | 4  | 16    | 1. divisjon | 30    | 16    | 5      | 9       | 56–42     | 53     | 987   |
| 2008    | 13 | 16    | 1. divisjon | 30    | 8     | 6      | 16      | 33–58     | 30     | 984   |
| 2009    | 3  | 16    | 1. divisjon | 30    | 18    | 2      | 10      | 52–37     | 56     | 1.937 |
| 2010    | 15 | 16    | Eliteserien | 30    | 4     | 8      | 18      | 27–58     | 20     | 2.774 |
| 2011    | 7  | 16    | 1. divisjon | 30    | 14    | 7      | 9       | 50–36     | 49     | 1.232 |
| 2012    | 9  | 16    | 1. divisjon | 30    | 12    | 3      | 15      | 44–48     | 39     | 1.261 |
| 2013    | 14 | 16    | 1. divisjon | 30    | 7     | 10     | 13      | 37–54     | 31     | 1.043 |
| 2014    | 4  | 14    | 2. divisjon | 26    | 15    | 3      | 8       | 61–42     | 48     | ??    |
| 2015    | 1  | 14    | 2. divisjon | 26    | 20    | 2      | 4       | 63–19     | 62     | ??    |
| 2016    | 5  | 16    | 1. divisjon | 30    | 14    | 7      | 9       | 56–42     | 49     | 1.595 |
| 2017    | 10 | 16    | 1. divisjon | 30    | 10    | 6      | 14      | 47–46     | 36     | 1.401 |
| 2018    | 8  | 16    | 1. divisjon | 30    | 12    | 6      | 12      | 59–49     | 42     | 1.532 |
| 2019    | 5  | 16    | 1. divisjon | 30    | 14    | 4      | 12      | 37–36     | 46     | 1.423 |
| 2020    | 15 | 16    | 1. divisjon | 30    | 6     | 10     | 14      | 35–53     | 28     | 371   |
| 2021    | 1  | 14    | 2. divisjon | 26    | 22    | 2      | 2       | 88–26     | 68     | ??    |
| 2022    | 6  | 16    | 1. divisjon | 30    | 13    | 7      | 10      | 43-37     | 46     | 1.409 |
| 2023    | 3  | 16    | 1. divisjon | 30    | 16    | 4      | 10      | 53-39     | 52     | 1.859 |

### In Europa
#Q = #kwalificatieronde, #R = #ronde, T/U = Thuis/Uit, W = Wedstrijd, PUC = punten UEFA coëfficiënten .
Uitslagen vanuit gezichtspunt Kongsvinger IL
| Seizoen                                                    | Competitie    | Ronde        | Land                          | Club           | Totaalscore | 1e W    | 2e W    | PUC |
| ---------------------------------------------------------- | ------------- | ------------ | ----------------------------- | -------------- | ----------- | ------- | ------- | --- |
| 1993/94                                                    | UEFA Cup      | 1R           | Vlag van Zweden               | Östers IF      | 7-2         | 3-1 (U) | 4-1 (T) | 5.0 |
|                                                            |               | 2R           | Vlag van Italië               | Juventus FC    | 1-3         | 1-1 (T) | 0-2 (U) | 5.0 |
| 1997                                                       | Intertoto Cup | Groep 8      | Vlag van Finland              | Turun PS Turku | 0-2         | 0-2 (T) |         | 0.0 |
|                                                            |               | Groep 8      | Vlag van België               | SK Lommel      | 1-1         | 1-1 (T) |         | 0.0 |
|                                                            |               | Groep 8      | Vlag van Zweden               | Halmstads BK   | 1-2         | 1-2 (U) |         | 0.0 |
|                                                            |               | Groep 8 (5e) | Vlag van Servië en Montenegro | Hajduk Kula    | 0-2         | 0-2 (U) |         | 0.0 |
| 1998                                                       | Intertoto Cup | 1R           | Vlag van Wales                | Ebbw Vale FC   | 9-1         | 6-1 (U) | 3-0 (T) | 0.0 |
|                                                            |               | 2R           | Vlag van Nederland            | FC Twente      | 0-2         | 0-2 (U) | 0-0 (T) | 0.0 |
| Totaal aantal behaalde punten voor UEFA coëfficiënten: 5.0 |               |              |                               |                |             |         |         |     |

Zie ook:
- Deelnemers UEFA-toernooien Noorwegen
- Ranglijst van alle clubs die in de diverse Europa Cups zijn uitgekomen